# Остров Сахалин (фильм)
«О́стров Сахали́н» — советский документальный фильм, снятый Эльдаром Рязановым и Василием Катаняном в 1954 году.
Лента, участвовавшая в программе короткометражных фильмов на Каннском кинофестивале (1955), во многом определила творческую судьбу Эльдара Рязанова: после неё молодой режиссёр получил приглашение на «Мосфильм» и начал работать в игровом кино.

## Содержание
Фильм, созданный в жанре киноочерка, знакомит зрителей с историей, природой, людьми острова Сахалин. Начав путешествие в Южно-Сахалинске, киноэкспедиция перемещается на летнее стойбище оленеводов, в геологическую партию, на птичий базар, к лежбищу морских котиков.
Съёмки с воздуха показывают, как пилоты наблюдают за движением рыбы и сообщают на землю об обнаружении многочисленных косяков сельди; в заданный участок немедленно отправляются траулеры. Пребывание на плавучем крабозаводе «Алма-Ата» позволяет зафиксировать, как отловленных крабов прямо на палубе опускают в кипящую морскую воду, а после охлаждения доставляют в цех для приготовления консервов.
В одном из ключевых эпизодов картины рассказывается о затёртом во льдах маленьком судне «Пожарский». Для его спасения в самолёт погружаются запас продуктов и взрывчатка. После двухчасовых поисков лётчик обнаруживает корабль. Первым на льдину спускается кинооператор. Затем начинается сброс мешков с продовольствием и медикаментами. С помощью взрывчатки экипаж пробивает путь во льдах до тех пор, пока судно не выходит в открытое море.

## История фильма
Фильм снимался пятью кинооператорами, которые работали одновременно на всей территории Сахалина с февраля по октябрь 1954 года. Киногруппе, перемещавшейся на разных видах транспорта, включая самолёты и оленьи упряжки, удалось зафиксировать сильнейшую метель, обрушившуюся на остров в мае.
Когда экспедиция прибыла на остров, местные жители рассказали, как годом ранее во льдах застряло рыболовецкое судно. Режиссёры, решив включить этот сюжет в ленту, использовали метод «воссоздания факта». Для поисков льдины в Охотское море на небольшом корабле отправился оператор Леонид Панкин. Через несколько суток с судна сообщили, что ледяное поле найдено.
После этого к месту инсценируемого происшествия отправились два самолёта: с одного оператор снимал общий план, с другого — сброс мешков с продуктами и ящиков со взрывчаткой.
Получился эффектный эпизод о взаимовыручке, взаимопомощи лётчиков и моряков, в документальности которого никто не усомнился. Так что «лакировать действительность» и «восстанавливать факты» оказалось непростым делом, оно тоже требовало своего мастерства.
Чтобы оправдать кадры, снятые непосредственно на судне, решено было сообщить зрителям о спустившемся на льдину операторе, а вместо него скинуть с парашютом облачённый в полушубок манекен.
Режиссёр Будимир Метальников в статье «Оттепель — время дебютов» («Искусство кино») вспоминал, что «Остров Сахалин» считался видовым фильмом и Рязанов снимал его с удовольствием: «…никакого тебе агитпропа, никаких идеологических ошибок».
Несмотря на то, что тема была безопасная, готовая лента вызвала протест у директора худсовета, увидевшего в ней отход от стандартов. Картину спас режиссёр-документалист Леонид Кристи — он взял шесть коробок с фильмом и поехал с ними к министру.
В итоге «Остров Сахалин» вышел без единого замечания и был отобран для участия на Каннском кинофестивале.

## Съёмочная группа
- Эльдар Рязанов, Василий Катанян — режиссёры
- Леонид Панкин, Александр Кочетков, Николай Шмаков, Илья Гутман, Георгий Серов — операторы
- И. Осипов, Марк Трояновский — авторы сценария
- Револь Бунин, Сергей Разорёнов — композиторы
- Игорь Гунгер — звукооператор
- И. Егорова — ассистент режиссёра
- Александр Марьямов — автор закадрового текста
- Е. Тэн, Леонид Хмара — чтение текста
- Б. Чижов — директор картины

## Награды
- премия на Международном кинофестиваля в Брюсселе (1955)[7]